# ENSEMBLE (Mrs. GREEN APPLEのアルバム)
『ENSEMBLE』（アンサンブル）は、日本のロックバンド・Mrs. GREEN APPLEが2018年4月18日にEMI Recordsから発売した3枚目のフルアルバムである。

## 内容
前作『Mrs. GREEN APPLE』から約1年3ヶ月ぶりのオリジナルアルバム。
今作はジャンルに捉われず耳馴染みのいい音楽で家族みんなが楽しめるテーマパークのような作品、音楽的なアルバムを目指して制作された。
初回限定盤と通常盤の2形態で発売され、初回限定盤には特典としてリード曲「PARTY」のミュージック・ビデオとメイキング映像、メンバーによる収録曲のオーディオコメンタリーを収録したDVDが同梱された。

## 楽曲について
1. 「Love me, Love you (ENSEMBLE Version)」
6thシングルの表題曲のアルバムバージョン。
2. 「PARTY」
今作のリード曲。TOKYO FM系バラエティ番組『SCHOOL OF LOCK!』と、日本コカ・コーラ『アクエリアス』とのコラボレーションプロジェクト「AQUARIUS presents 2018 FIFA ワールドカップロシア Dream Passport」のテーマソングに起用された。1番のAメロはクワイヤバラード、サビは鼓笛隊、2番のAメロはバロック、Cメロはロックをイメージしている。各セクションで使用してる楽器が全て違うので、Aメロを録ったら機材を片付けて、別の機材を組み立ててBメロを録るという手法で制作された[3]。ミュージック・ビデオは森で撮影され、それぞれ事情を抱えながら生きる5人の人物の物語が描かれている[4]。
3. 「WanteD! WanteD!」
5thシングルの表題曲。
4. 「アウフヘーベン」
大森が高校2年生のときに毎日のように、1日に2,3曲作っていた中で特に印象に残っており、いつかリリースしようと温めていた楽曲。1stアルバム『TWELVE』の収録曲「パブリック」と対になっており、大森曰く「『パブリック』は人そのものを歌っているが、この曲は人が何をするか、人の思想について書いた曲」とのこと。ミュージック・ビデオはスタジオで学生が楽曲を聴き、そのイメージを元に描かれた絵の中から大森が選出したものが使用されている[5]。
5. 「はじまり feat. キヨサク from MONGOL800」
大森が音楽活動を始めるきっかけとなったMONGOL800のメンバー・上江洌清作がコーラスで客演参加している[注 1]。上江洌はミュージック・ビデオにも出演している[6]。
6. 「They are」
オーケストラを取り入れた壮大なゴスペル調バラード[3]。
7. 「WHOO WHOO WHOO」
1stデジタルシングルの表題曲。
8. 「スマイロブドリーマ」
4thシングルのカップリング曲。
9. 「SPLASH!!!」
10. 「REVERSE」
ライブで未発表曲として披露されていた楽曲で、若井曰く「ギターが前面に出てる曲ではなく、グルーヴを支える立ち位置で演奏した」とのこと[3]。
11. 「Coffee」
ジャズ調の楽曲で、髙野曰く「生音だけの小編成なため、一音一音のニュアンスがはっきり聴こえるよう心掛けた」とのこと。また山中は小ぶりなドラムセットにしてドラムスティックも軽くして、小さい音のグルーヴで演奏している[3]。
12. 「On My MiND (Album Version)」
5thシングルのカップリング曲のアルバムバージョン。
13. 「どこかで日は昇る (Album Mix)」
4thシングルの表題曲のアルバムミックス。

## 収録内容
| 全作詞・作曲: 大森元貴（#5、作詞・作曲: 大森元貴、キヨサク）。 |                                            |                                                 |                                                 |                    |                                                                 |      |
| #                                                              | タイトル                                   | 作詞                                            | 作曲・編曲                                      | 編曲               | アレンジ                                                        | 時間 |
| 1.                                                             | 「Love me, Love you (ENSEMBLE Version)」   | 大森元貴 （#5、作詞・作曲: 大森元貴、キヨサク） | 大森元貴 （#5、作詞・作曲: 大森元貴、キヨサク） | 大森元貴           | ホーンアレンジ: 伊藤賢                                          | 5:20 |
| 2.                                                             | 「PARTY」                                  | 大森元貴 （#5、作詞・作曲: 大森元貴、キヨサク） | 大森元貴 （#5、作詞・作曲: 大森元貴、キヨサク） | 大森元貴、山下洋介 |                                                                 | 4:22 |
| 3.                                                             | 「WanteD! WanteD!」                        | 大森元貴 （#5、作詞・作曲: 大森元貴、キヨサク） | 大森元貴 （#5、作詞・作曲: 大森元貴、キヨサク） | 大森元貴           |                                                                 | 3:38 |
| 4.                                                             | 「アウフヘーベン」                         | 大森元貴 （#5、作詞・作曲: 大森元貴、キヨサク） | 大森元貴 （#5、作詞・作曲: 大森元貴、キヨサク） | 大森元貴           | ストリングス・ホーンアレンジ: 伊藤賢 / ピアノアレンジ: 片木希依 | 4:18 |
| 5.                                                             | 「はじまり feat. キヨサク from MONGOL800」 | 大森元貴 （#5、作詞・作曲: 大森元貴、キヨサク） | 大森元貴 （#5、作詞・作曲: 大森元貴、キヨサク） | 大森元貴           | 山下洋介                                                        | 3:58 |
| 6.                                                             | 「They are」                               | 大森元貴 （#5、作詞・作曲: 大森元貴、キヨサク） | 大森元貴 （#5、作詞・作曲: 大森元貴、キヨサク） | 大森元貴           | ストリングス・ホーンアレンジ: 中西亮輔                          | 5:31 |
| 7.                                                             | 「WHOO WHOO WHOO」                         | 大森元貴 （#5、作詞・作曲: 大森元貴、キヨサク） | 大森元貴 （#5、作詞・作曲: 大森元貴、キヨサク） | 大森元貴           |                                                                 | 3:32 |
| 8.                                                             | 「スマイロブドリーマ」                     | 大森元貴 （#5、作詞・作曲: 大森元貴、キヨサク） | 大森元貴 （#5、作詞・作曲: 大森元貴、キヨサク） | 大森元貴           |                                                                 | 3:58 |
| 9.                                                             | 「SPLASH!!!」                              | 大森元貴 （#5、作詞・作曲: 大森元貴、キヨサク） | 大森元貴 （#5、作詞・作曲: 大森元貴、キヨサク） | 大森元貴           |                                                                 | 3:58 |
| 10.                                                            | 「REVERSE」                                | 大森元貴 （#5、作詞・作曲: 大森元貴、キヨサク） | 大森元貴 （#5、作詞・作曲: 大森元貴、キヨサク） | 大森元貴           |                                                                 | 4:12 |
| 11.                                                            | 「Coffee」                                 | 大森元貴 （#5、作詞・作曲: 大森元貴、キヨサク） | 大森元貴 （#5、作詞・作曲: 大森元貴、キヨサク） | 山下洋介、大森元貴 |                                                                 | 4:41 |
| 12.                                                            | 「On My MiND (Album Version)」             | 大森元貴 （#5、作詞・作曲: 大森元貴、キヨサク） | 大森元貴 （#5、作詞・作曲: 大森元貴、キヨサク） | 大森元貴           |                                                                 | 3:22 |
| 13.                                                            | 「どこかで日は昇る (Album Mix)」           | 大森元貴 （#5、作詞・作曲: 大森元貴、キヨサク） | 大森元貴 （#5、作詞・作曲: 大森元貴、キヨサク） | 大森元貴           | 中西亮輔                                                        | 4:59 |
| 合計時間:                                                      | 合計時間:                                  | 合計時間:                                       | 合計時間:                                       | 55:49              |                                                                 |      |

| #  | タイトル                                                         | 作詞 | 作曲・編曲 |
| -- | ---------------------------------------------------------------- | ---- | ---------- |
| 1. | 「ENSEMBLE 13 Movies Collection with Member's Audio Commentary」 |      |            |
| 2. | 「The Making of PARTY」                                          |      |            |

## 参加ミュージシャン
Mrs. GREEN APPLE
- Mrs. GREEN APPLE：Additional Chorus (#8)
- 大森元貴：Vocal (全曲)、Chorus (#1〜10,12,13)、Programming (#1,3〜10,12,13)、Electric Guitar (#2〜5,8〜10,12,13)、Acoustic Guitar (#2)、12 Strings Guitar (#2)
- 若井滉斗：Electric Guitar (#1〜10,12,13)、Banjo (#2)、Cabasa (#11)
- 山中綾華：Drums (全曲)、Conga & Shaker & Tambourine & Japanese Drums (#2)
- 藤澤涼架：Acoustic Piano (#1,2,4〜6,10〜13)、Programming (#3,8)、Additional Programming (#7)、Hammond Organ (#5)、Keyboard (#9)、Flute (#2)
- 髙野清宗：Electric Bass (#1〜10,12,13)、Contrabass (#1,11)

Additional Musician
- キヨサク：Chorus (#5)
- 伊藤賢：Additional Synthesizer Programming (#1,4,8,12)
- 山下洋介：Programming (#2)、Additional Synthesizer Programming (#5,9)
- 中西亮輔：Additional Synthesizer Programming (#6,13)
- 陶山隼：Additional Synthesizer Programming (#3)
- 須原杏：1st Violin (#2,5,13)、Violin (#4,6,12)
- 吉田篤貴：2nd Violin (#2)、Violin (#6)
- 梶谷裕子：Violin (#4)、2nd Violin (#5)
- 三國茉莉：Violin (#6)、2nd Violin (#13)
- 大嶋世菜：Violin (#4,6)
- 山本大将：Violin (#4,6)
- 雨宮麻未子：Violin (#4)
- 石橋尚子：Violin (#4)
- 中島優紀：Violin (#4)
- 山本理沙：Violin (#4)
- 佐藤帆乃佳：Violin (#6)
- 伊藤友馬：Violin (#6)
- 牛山玲名：Violin (#6)
- 舘泉礼一：Viola (#4,5)
- 角谷奈緒子：Viola (#6,13)
- 河村泉：Viola(#2)
- 菊地幹代：Viola (#4)
- 三品芽生：Viola (#6)
- 渡邊雅弦：Cello (#2,13)
- 内田佳宏：Cello (#4,5)
- 結城貴弘：Cello (#4)
- 伊藤修平：Cello (#6)
- 関口将文：Cello (#6)
- 木村将之：Contrabass (#2)
- 大和康夫：Contrabass (#13)
- 小澤篤士：Trumpet (#1)
- 高荒海：Trumpet (#1)
- 大郷良知：Sax (#1)
- 半田信英：Trombone (#1,2)
- 濱地宗：Horn (#2,4,6)
- 次田心平：Tuba (#2)
- 宇田隆志：Accordion (#2)
- 浦丈彦：Oboe (#6)
- 中秀仁：Clarinet (#6)

## タイアップ
- AbemaTV配信ドラマ『御曹司ボーイズ』主題歌 (#1)
- 『SCHOOL OF LOCK!』&『アクエリアス』コラボレーションプロジェクト「AQUARIUS presents 2018 FIFA ワールドカップロシア Dream Passport」テーマソング (#2)
- 関西テレビ制作・フジテレビ系列火曜21時枠テレビドラマ『僕たちがやりました』オープニングテーマ (#3)
- 秋田朝日放送 2020年秋田県高校野球大会(第102回選手権・代理地方大会)中継「夢球場2020」イメージソング (#5)
- TBS系列ドラマイズム枠テレビドラマ『笑う招き猫』オープニングテーマ (#8)
- Android/iOS専用携帯電話ゲーム『ワンダーグラビティ～ピノと重力使い～』オープニングテーマ (#9)
- BSスカパー!テレビドラマ『I"s』エンディングテーマ (#11)
- 日本テレビ系列テレビアニメ『ナナマル サンバツ』オープニングテーマ (#12)
- TBS系列ドラマイズム枠テレビドラマ『笑う招き猫』エンディングテーマ (#13)
- DLE配給映画『笑う招き猫』主題歌 (#13)